# Lady Gaga x Terry Richardson
Lady Gaga x Terry Richardson — фотокнига музыкальной исполнительницы Lady Gaga и фотографа Терри Ричардсона. Была выпущена 22 ноября 2011 года издательством Hachette Book Group USA.

## Описание
Книга «Lady Gaga x Terry Richardson» состоит из фотографий (чёрно-белых и цветных), на которых Терри Ричардсон запечатлел Lady Gaga в десятимесячный период, начиная с выступления певицы на Lollapalooza в 2010 году до финальных её выступлений на концертном туре The Monster Ball Tour 2009-11 годов. В этот период было отснято около 10 000 снимков и свыше 350 будут включены в фотокнигу с предисловием, написанным Lady Gaga. Перед съёмками певица и фотограф вместе работали над несколькими проектами, включая рекламу ньюйоркского магазина коньков и одежды бренда Supreme и проведение фотосессий для Vogue Hommes Japan и Harper's Bazaar. Jamie Raab, исполнительный вице-президент Grand Central Publishing, сообщил, что «мы гордимся тем, что может опубликовать этот замечательный результат сотрудничества Lady Gaga и Терри Ричардсона, и ожидаем, что это будет одной из самых ошеломляющих, провокационных и желанных книг отпускного сезона 2011 года».
Gaga утверждает, что она ничего не укрывала от Ричардсона, который был поблизости «каждую минуту, каждый миг» в период фотографирования. «Это будет совершенно нефильтрованное», говорит певица. «У него есть фотографии, сделанные при моём утреннем пробуждении, когда чищу зубы, в ванной, в туалете, в душе.» Также Ричардсон сфотографировал поклонников певицы для книги, которую она оценила. Она сказала, что чувствует себя комфортно с фотографом и гордится, что он путешествует вместе с ней.
Книга вышла 22 ноября 2011 года, в Нью-Йорке состоялась презентация, на которой присутствовали сама Гага и автор книги Терри Ричардсон. Публике представили шокирующие фотографии певицы, которые были сделаны в самых необычных и интересных местах её пребывания: начиная от дома и отелей, заканчивая кулисами её концертов и личным самолётом.
Издание вышло в большом, твёрдом переплёте. На матовой бумаге красовались около 400 фотографий певицы

## Критика
Многие критики считают, что эта фотокнига будет иметь очень высокие продажи.